# Mineirazo
Mineirazo kallas den semifinal mellan fotbollslagen för hemmanationen Brasilien och Tyskland i fotbolls-VM 2014, som spelades på Mineirãostadion i Belo Horizonte den 8 juli 2014. Resultatet i matchen, 7–1 till Tyskland, anses som ett av de mest anmärkningsvärda resultaten i dels VM-historien men även fotbollshistorien i stort.
Namnet Mineirazo är en anspelning på den avgörande titelmatchen i VM 1950, senaste gången Brasilien arrangerade ett VM, då man förlorade mot Uruguay på sin då nybyggda hemmaarena Maracanã, ett brasilianskt trauma som fick namnet Maracanazo.

## Bakgrund
Detta var blott andra gången Brasilien och Tyskland, VM-historiens mest framgångsrika landslag, möttes i världsmästerskapssammanhang, efter finalen i VM 2002, då Brasilien vann med 2–0 efter mål av Ronaldo Luís Nazário de Lima.
Brasilien vann sin grupp A före Mexiko, Kroatien, och Kamerun, och hade efter det slagit ut sina sydamerikanska grannar Chile, och Colombia i åttondelsfinal respektive kvartsfinal. Segermatchen mot Colombia lämnade dock efter sig en viss bitter eftersmak, dels för att lagkaptenen Thiago Emiliano da Silva drog på sig en varning och således en avstängning i semifinalen, men främst för att storstjärnan Neymar bars ut på bår, skadad efter ett knä i ryggen från den colombianske försvararen Juan Camilo Zúñiga. Brasilien tvingades alltså komma till semifinalen utan såväl storstjärna som lagkapten. 
Tyskland hade, efter att ha vunnit grupp G, slagit ut Algeriet i åttondelsfinalen för att därefter slå ut antagonisten Frankrike i kvartsfinalen.
Inför matchen hade Brasilien inte förlorat på hemmaplan sedan 2002, mot Paraguay.

## Matchen

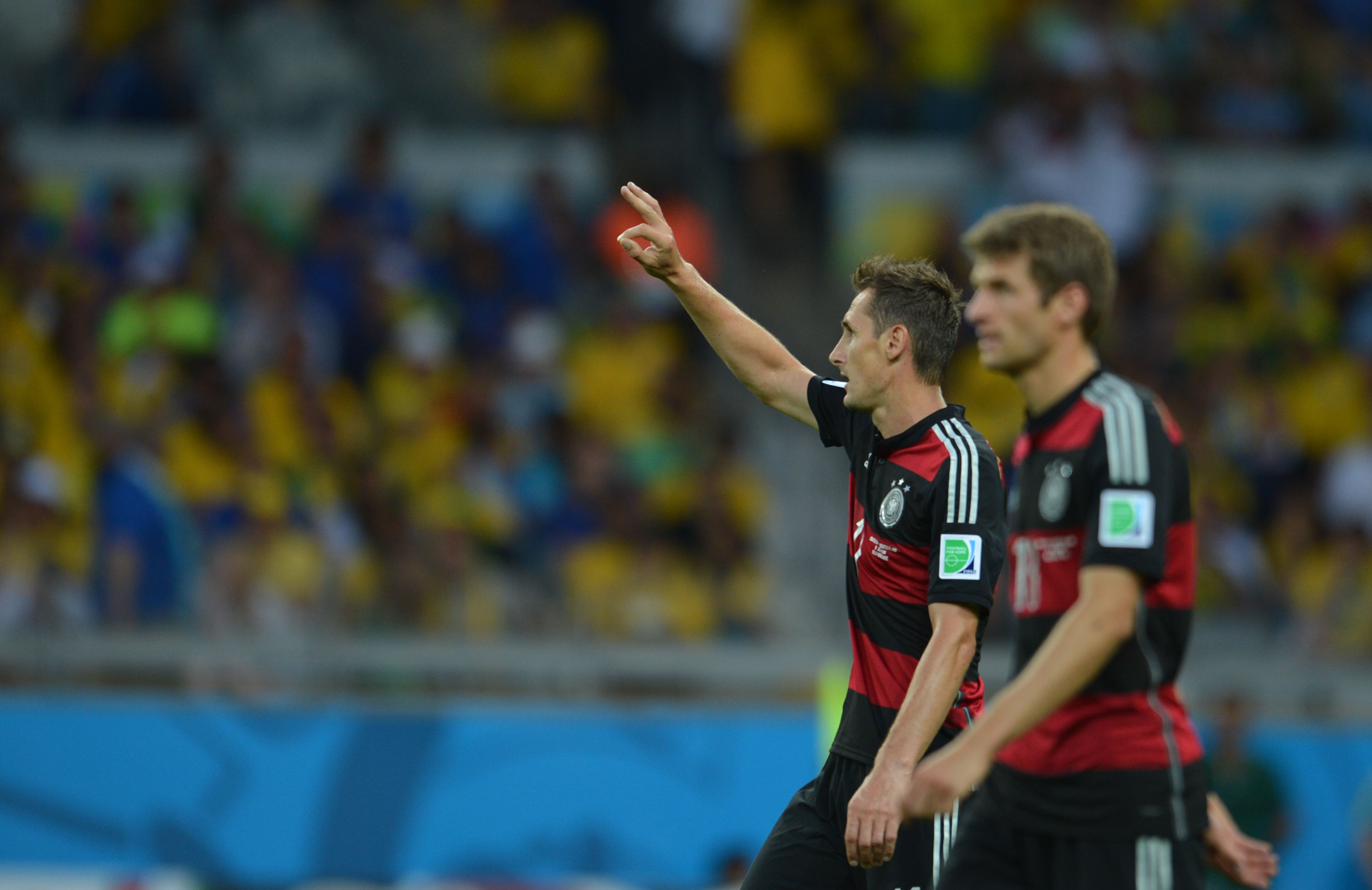
Klose firar sitt målrekord.

Matchen startade i ett högt tempo. I den 11:e matchminuten gjorde Thomas Müller 1–0 till Tyskland. Den tyska ledningen drygades ut lite drygt 10 minuter senare när Miroslav Klose satte dit 2–0, och därmed passerade brasilianaren Ronaldo som VM-historiens främsta målskytt, då han gick upp på ensamma 16 mål.
Kloses mål blev starten på de kanske tyngsta 6 minuterna i brasiliansk fotbollshistoria. Minuten efter 2–0-målet gjorde Toni Kroos 3–0, i matchminut 26 gjorde samme Kroos 4–0, och i den 29:e minuten gjorde Sami Khedira 5–0. När spelarna gick in till halvtidsvila  hade hemmanationen hamnat i 0–5-underläge.
I andra halvlek fortsatte tyskarna på den inslagna vägen, inhopparen André Schürrle gjorde först 6–0, sen 7–0 tio minuter senare. I matchens sista minut lyckades Brasiliens Oscar reducera och putsa till siffrorna lite, och matchens slutresultat blev 1–7. Kollapsen var ett faktum, och på läktarna kunde man se brasilianska supportrar gråta över förnedringen.

## Laguppställningar
| 61 | Tisdag 8 juli 17:00 (22:00) | Estádio Mineirão000 Belo Horizonte000 |

| Lagfärger · Lagfärger · Lagfärger · Lagfärger · Lagfärger | Brasilien | 1 – 7           | Tyskland                                                          | Lagfärger · Lagfärger · Lagfärger · Lagfärger · Lagfärger |
| Lagfärger · Lagfärger · Lagfärger · Lagfärger · Lagfärger | Oscar 90′ | (0 – 5) Rapport | Müller 11′ Klose 23′ Kroos 24′, 26′ Khedira 29′ Schürrle 69′, 79′ | Lagfärger · Lagfärger · Lagfärger · Lagfärger · Lagfärger |
|                                                           |           |                 |                                                                   |                                                           |

| Startelva:          |    |              |     |     |
|                     |    |              |     |     |
| MV                  | 12 | Júlio César  |     |     |
| HB                  | 23 | Maicon       |     |     |
| MB                  | 4  | David Luiz   |     |     |
| MB                  | 13 | Dante        | 68' |     |
| VB                  | 6  | Marcelo      |     |     |
| CM                  | 17 | Luiz Gustavo |     |     |
| CM                  | 5  | Fernandinho  |     | 46′ |
| HY                  | 7  | Hulk         |     | 46′ |
| OM                  | 11 | Oscar        |     |     |
| VY                  | 20 | Bernard      |     |     |
| CA                  | 9  | Fred         |     | 70′ |
| Inhoppare:          |    |              |     |     |
| MF                  | 16 | Ramires      |     | 46′ |
| MF                  | 8  | Paulinho     |     | 46′ |
| MF                  | 19 | Willian      |     | 70′ |
|                     |    |              |     |     |
|                     |    |              |     |     |
|                     |    |              |     |     |
|                     |    |              |     |     |
|                     |    |              |     |     |
|                     |    |              |     |     |
|                     |    |              |     |     |
|                     |    |              |     |     |
|                     |    |              |     |     |
|                     |    |              |     |     |
| Förbundskapten:     |    |              |     |     |
| Luiz Felipe Scolari |    |              |     |     |

| Startelva:      |    |                        |  |     |
|                 |    |                        |  |     |
| MV              | 1  | Manuel Neuer           |  |     |
| HB              | 16 | Philipp Lahm           |  |     |
| MB              | 20 | Jérôme Boateng         |  |     |
| MB              | 5  | Mats Hummels           |  | 46′ |
| VB              | 4  | Benedikt Höwedes       |  |     |
| CM              | 6  | Sami Khedira           |  | 76′ |
| CM              | 7  | Bastian Schweinsteiger |  |     |
| HY              | 13 | Thomas Müller          |  |     |
| OM              | 18 | Toni Kroos             |  |     |
| VY              | 8  | Mesut Özil             |  |     |
| CA              | 11 | Miroslav Klose         |  | 58′ |
| Inhoppare:      |    |                        |  |     |
| F               | 17 | Per Mertesacker        |  | 46′ |
| MF              | 9  | André Schürrle         |  | 58′ |
| MF              | 14 | Julian Draxler         |  | 76′ |
|                 |    |                        |  |     |
|                 |    |                        |  |     |
|                 |    |                        |  |     |
|                 |    |                        |  |     |
|                 |    |                        |  |     |
|                 |    |                        |  |     |
|                 |    |                        |  |     |
|                 |    |                        |  |     |
|                 |    |                        |  |     |
|                 |    |                        |  |     |
| Förbundskapten: |    |                        |  |     |
| Joachim Löw     |    |                        |  |     |

| Domare: Marco Antonio Rodríguez (Mexiko) Ass. domare: Marvin Torrentera (Mexiko) och Marcos Quintero (Mexiko) Fjärdedomare: Mark Geiger (USA) Femtedomare: Mark Hurd (USA) | Publik: 58 141 | Matchens bäste spelare · Toni Kroos · |

### Statistik
| Översikt                      | Brasilien | Tyskland |
| ----------------------------- | --------- | -------- |
| Gjorda mål                    | 1         | 7        |
| Totalt antal skott            | 18        | 14       |
| Skott på mål                  | 8         | 10       |
| Bollinnehav                   | 52 %      | 48 %     |
| Hörnsparkar                   | 7         | 5        |
| Antal fouls                   | 11        | 14       |
| Antal offside                 | 3         | 0        |
| Gula kort                     | 1         | 0        |
| Andra gula kort och rött kort | 0         | 0        |
| Röda kort                     | 0         | 0        |

## Efterspel
Matchen väckte givetvis många reaktioner i media runt om i världen. I Sverige skrev Sportbladets Simon Bank följande om värdnationens misslyckande: "Det kommer att dröja länge innan vi förstår vad det här betyder, länge innan vi kan omfamna omfattningen och följderna av den här förnedringen. Brasilien pantsatte sin skola, sin vård, sin omsorg för att bjuda hit världen – och det här var vad de fick tillbaka." Dagens Nyheters Johan Esk kallade matchen ett "historiskt, monumentalt fall rakt ned i avgrunden", att det är det värsta en supermakt i fotbollen någonsin har upplevt. Henrik Brandão Jönsson, fotbollsjournalist baserad i Brasilien som under VM arbetade för såväl Sveriges Television som DN konstaterade "Vi har fått en ny generation som kommer att växa upp med ett mindervärdeskomplex."
Inhemska massmedier var inte nådiga i kritiken. Bland annat gick den brasilianska tidningen Odía till stenhårt angrepp mot förbundskapten Scolari på löpsedeln med orden "Du kan dra åt helvete Felipao".